# Бурков, Николай Алексеевич
Никола́й Алексе́евич Бурко́в (26 апреля 1912, Большой Руял, Уржумский уезд, Вятская губерния, Российская империя — 5 августа 1995, Сысоево, Мари-Турекский район, Марий Эл, Россия) — советский педагог, журналист, партийный работник, герой Великой Отечественной войны. Директор Больше-Руяльской 7-летней школы Мари-Турекского района Марийской АССР (1950—1966). За боевые заслуги в годы Великой Отечественной войны награждён орденами Красной Звезды (1944, 1945), Отечественной войны II (1944) и I (1985) степени, за вклад в развитие образования — орденом «Знак Почёта» (1967). Член ВКП(б).

## Биография
Родился 26 апреля 1912 года в д. Большой Руял ныне Мари-Турекского района Марий Эл. В 1938 году окончил Мари-Биляморское педагогическое училище Косолаповского (ныне — Мари-Турекского) района Марийской АССР. По его окончании в 1938—1941 годах — редактор Косолаповской районной газеты «Сталин корно» («Путь Сталина»). Был знаком с первым Героем Советского Союза из народа мари С. Р. Суворовым и известным марийским писателем, журналистом Дим. Ораем, работавшим в те же годы в газете «Путь Сталина».
В марте 1941 года был призван в РККА: участник Великой Отечественной войны, старший помощник начальника отдела штаба по кодированной связи, офицер-связист, дослужился до майора. Много времени уделял подготовке офицерского состава штаба армии по изучению и тренировке в работе с документами кодированной связи. Воевал на Брянщине, в Белоруссии, участвовал во взятии Кёнигсберга, Берлина. По окончании войны жил с семьёй в Белоруссии, служил в штабе Минского военного округа. Демобилизовался из армии в 1947 году.
В 1947—1950 годах — второй секретарь Косолаповского райкома ВКП(б). В 1956 году окончил МГПИ им. Н. К. Крупской (заочно). С 1950 года в Больше-Руяльской 7-летней школе: в 1950—1966 годах — директор, в 1966—1971 годах — учитель географии.
Умер 5 августа 1995 года в д. Сысоево Мари-Турекского района Марий Эл, похоронен на кладбище с. Буйское Уржумского района Кировской области.

## Семья
Женат, супруга — И. И. Крылова (1922—1999), народная певица, самодеятельная исполнительница и собирательница старинных марийских песен, заслуженный учитель школы Марийской АССР, кавалер ордена Октябрьской революции.
Дочь — Эльмира Буркова (Ефремова) (род. 1948), педагог.

## Награды
- Орден Красной Звезды (28.01.1944; 03.03.1945)[4][5]
- Орден Отечественной войны II степени (16.08.1944)[6]
- Орден Отечественной войны I степени (1985)[2]
- Орден «Знак Почёта» (1967)
- Медаль «За боевые заслуги» (02.06.1945, 15.08.1945)[7][8]
- Медаль «За взятие Кёнигсберга»[9]
- Медаль «За взятие Берлина»[9]
- Медаль «За победу над Германией в Великой Отечественной войне 1941—1945 гг.»[9]
- Юбилейная медаль «Двадцать лет Победы в Великой Отечественной войне 1941—1945 гг.»
- Юбилейная медаль «Тридцать лет Победы в Великой Отечественной войне 1941—1945 гг.»
- Юбилейная медаль «Сорок лет Победы в Великой Отечественной войне 1941—1945 гг.»
- Юбилейная медаль «50 лет Победы в Великой Отечественной войне 1941—1945 гг.»